# Phyllogorgia dilatata
Phyllogorgia dilatata är en korallart som först beskrevs av Eugen Johann Christoph Esper 1806.  Phyllogorgia dilatata ingår i släktet Phyllogorgia och familjen Gorgoniidae. Inga underarter finns listade i Catalogue of Life.